# Arcontologia
Arcontología (de αρχων arconte, magistrado da pólis grega clássica e logos, ciência, tratado, estudo), é o estudo histórico dos ocupantes de altos cargos e postos no Estado, na sociedade, nas organizações políticas, religiosas, internacionais e demais espaços. Geralmente apresenta uma cronologia e biografia dos indivíduos que ocuparam estes cargos, bem como uma lista de sucessão destes e dado semelhantes. A arcontologia também é chamada de cronologia institucional.
Se tomarmos como pressuposto que os governantes e representantes de um povo, nação ou grupo expressam o resultado da disputa por poder entre diferentes atores sociais, ao governante cabe exercer, por lei ou tradição, o exercício deste poder coletivamente conquistado. Estudar estes indivíduos é prática característica da arcontologia desde a antiguidade clássica, caracterizando estudos em história, em ciências políticas e em direito
Uma das primeiras tarefas dos historiadores antigos foi estabelecer a cronologia dos governantes anteriores e seus predecessores, situando-os em uma mesma linha de desenvolvimento histórico. Como exemplo desta prática, temos as listas de reis Sumérios, Egípcios (lista de Manetão, por exemplo, ou a Lista Real de Abidos) e Romanos (sua lista de consules e o livro A vida dos doze cézares, de Suetônio). Outro exemplo é a obra do século XVII Histoire de la maison royale de France et des grands officiers de la Couronne (literalmente, História da casa real da França e dos altos funcionários de Corona, de R. Anselme) é um exemplo de delineação do estado através dos indivíduos que ocupam (ou ocuparam) seus principais cargos.
Serão nos séculos XIX e XX que aparecerão os trabalhos de caráter generalista que visam compilar a lista de governantes por nações e épocas. O exemplo mais "enciclopédico" destes trabalhos é Regenten der Welt, (literalmente, Regentes do mundo, ou Governantes do mundo, de 1985 e 2001), livro tido como referência universal para chefes de estado de todas as nações e épocas. Outro exemplo do século XX é o Handbook of British Chronology (literalmente, Manual de cronologia britânica), combinando metodologia cronológica, histórica e aportes teóricos.

## Referência
- Este artigo foi inicialmente traduzido, total ou parcialmente, do artigo da Wikipédia em castelhano cujo título é «Arcontología», especificamente desta versão.